# Fürstenau (Suisse)
Pour les articles homonymes, voir Fürstenau.
Fürstenau est une commune suisse du canton des Grisons.